# Centrale démocratique des travailleurs de Guyane

La Centrale démocratique des travailleurs de Guyane est une organisation syndicale guyanaise associée à la CFDT.

## Histoire
La CDTG a été créée en 1984.
Elle a tenu son XVIIIe Congrès en novembre 2017, en présence de Laurent Berger,.

## Dirigeants

logo de la CDTG

- Gérard Faubert (1995-2000), puis (2006- )[4]
- Jean-Pierre Constantin (2000‐2003)[5]
- Daniel Clet (réélu en 2017)[3]

Représentants au Conseil économique, social et environnemental régional
- Daniel Clet,
- Marie-Louise Genestie,
- Jean-Pierre Pigrée.